# Jungai
Jungai is een bestuurslaag in het regentschap Prabumulih van de provincie Zuid-Sumatra, Indonesië. Jungai telt 886 inwoners (volkstelling 2010).